# Anthony Georgiou
Anthony Michael Georgiou (født 24. februar 1997) er en cypriotisk fodboldspiller der spiller for Tottenham Hotspur.